# Uden titel (sort/hvid) Line light og Colourful
|  | Denne artikel er oprettet af botten PalnaBot ud fra en ekstern database. Den kan derfor have sproglige fejl eller mangler. Denne skabelon kan fjernes efter kontrol af indholdet. |

Uden titel (sort/hvid) Line light og Colourful er en film instrueret af Trine Rytter Andersen.

## Handling
Alle videoerne er produceret for at undersøge nogle muligheder for at arbejde med lys inden for videomediet, mediets eget lys, så at sige. Kameraet er udeladt i stedet er der optaget direkte fra mixerpulten. Med helt enkle greb og konsekvent teknik-ned...